# Зейдлер, Луиза
Каролина Луиза Зейдлер (Зайдлер) (нем. Caroline Louise Seidler; 15 мая 1786, Йена, Саксен-Веймар — 7 октября 1866, Веймар) — немецкая художница: живописец и рисовальщица пастелью при дворе великих герцогов Веймарских, хранительница герцогской коллекции произведений искусства, доверенное лицо и надёжная подруга поэта Гёте и живописца Георга Фридриха Керстинга.

## Биография
Луиза Зейдлер родилась 15 мая 1786 года в Йене, герцогство Саксен-Веймар, в семье Августа Готфрида Людвига Зейдлера, главного конюшего местного университета. В детстве научилась рисовать и музицировать. Юность провела с бабушкой, после смерти которой поступила в школу-интернат Софи Людольфины Стилерс в Готе, которую посещала с 1800 по 1803 год. В школе-интернате она встретила своих подруг на всю жизнь Полину Готтер и Франциску «Фанни» Касперс. Её любовь к изобразительному искусству развилась благодаря урокам рисования у скульптора Фридриха Вильгельма Ойгена Дёлля. Затем вместе с Каролиной Бардуа она стала ученицей Герхарда фон Кюгельгена (1808—1811).
Вернувшись в Йену, Луиза поселилась в доме отца, который находился рядом с официальной резиденцией Иоганна Вольфганга фон Гёте в Йенском замке. С Гёте, помнившем её с детства, она встретилась в доме иенского издателя Карла Фридриха Эрнста Фроммана. В Йене Луиза Зейдлер дружила с Сильвией фон Цигесар и Полиной Готтер, будущей женой йенского профессора Йозеф Фридриха Вильгельма Шеллинга. Луиза вошла в круг интеллектуалов Йены, к которому принадлежали Фридрих Шиллер, Иоганн Готлиб Фихте, Фридрих Вильгельм Шеллинг, Георг Вильгельм Фридрих Гегель, братья Александр и Вильгельм фон Гумбольдты, братья Фридрих и Август Вильгельм Шлегель, Фридрих Тик, Клеменс Брентано, Иоганн Генрих Фосс, Генрих Эберхард Готтлоб Паулюс, Фридрих Иммануэль Нитхаммер, Захариас Вернер и многие другие.

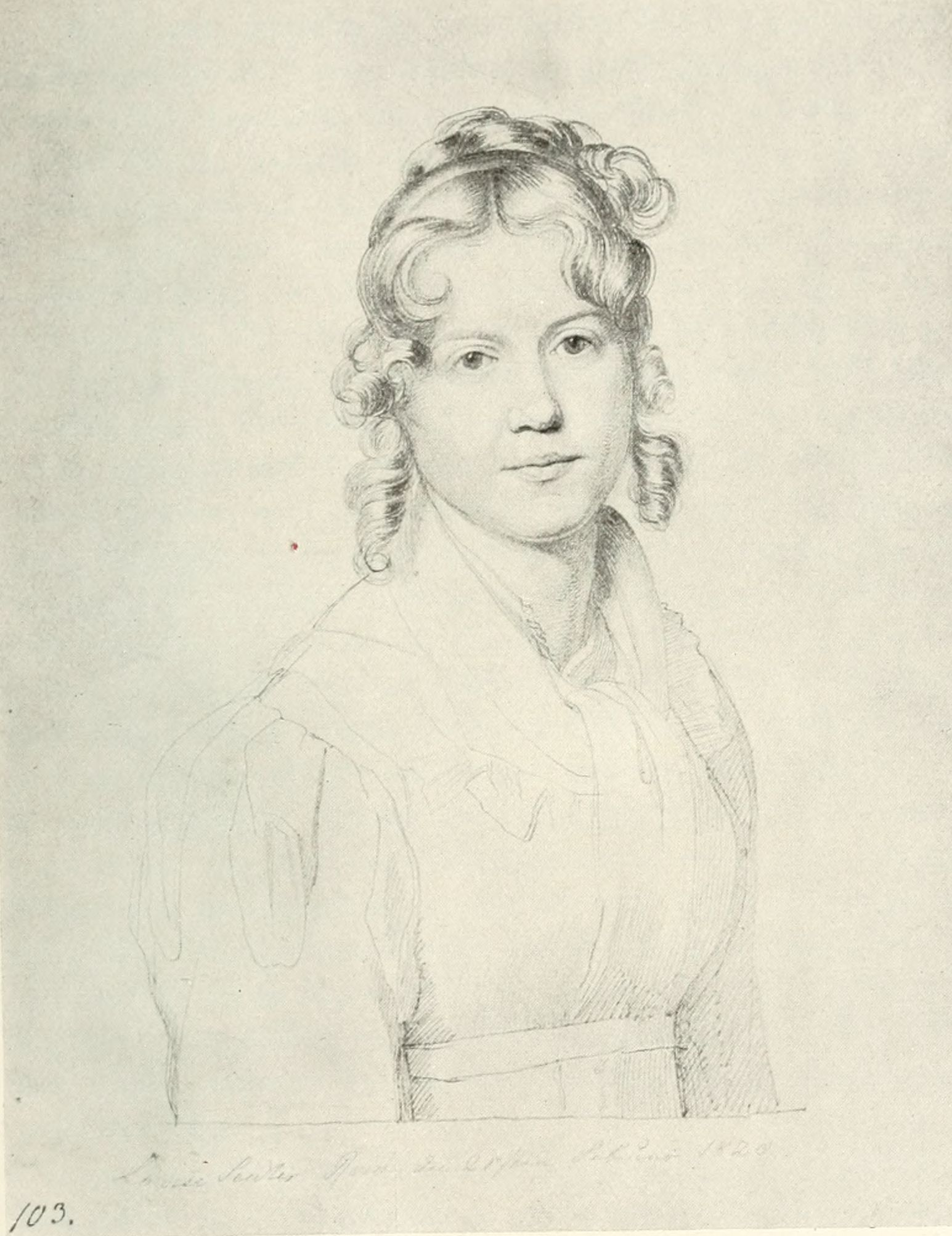
К. К. Фогель фон Фогельштейн. Луиза Зейдлер в Риме. 1820. Бумага, карандаш. Гравюрный кабинет, Дрезден

14 октября 1806 года французы выиграли битву при Йене и заняли город. Жители подвергались жестоким нападениям и грабежам. За это время Зейдлер влюбилась в военного медика Жоффруа, который приехал с французским корпусом французского маршала Жана-Батиста Бернадотта и стала его невестой. Жоффруа, однако, был отправлен в Испанию до её брака, где вскоре умер от лихорадки в больнице. Родители отправили Луизу в Дрезден, чтобы отвлечь её от горя.
Во время посещения Дрезденской картинной галереи Луиза Зейдлер твёрдо решила стать художницей. Она сравнительно быстро добилась успеха, тем более, что стала ученицей живописца и профессора Дрезденской академии искусств Кристиана Леберехта Фогеля, который давал ей бесплатные уроки. Гёте, который в 1810 году во время возвращения из Карлсбада остановился на десять дней в Дрездене, пригласил Луизу в Веймар, чтобы она написала его портрет. Гёте этим портретом остался доволен.
Луиза проводила зимние месяцы в Веймаре и Йене, а летом продолжала образование в Дрездене у Герхарда фон Кюгельгена. Зимой 1811 года она остановилась в Готе по приглашению герцога Августа Саксен-Гота-Альтенбургского, чтобы написать его и его жену, герцогиню Каролину Амалию, а также принцессу от первого брака герцога.
20 сентября 1818 года Луиза Зейдлер отправилась в путешествие по Италии и 30 октября 1818 года прибыла в Рим. Как это было обычно для художников того времени, она жила на Монте-Пинчио, недалеко от Французской академии в Риме где также жили Юлиус Шнорр фон Карольсфельд и братья [[Фейт, Иоганнес]Иоганнес]] и Филипп Фейт. Она быстро нашла связь с немецкой колонией живописцев и скульпторов и принимала активное участие в общественной жизни. В Риме для неё были также открыты дома Бартольда Георга Нибура, прусского посла в Папской области, и Каролины фон Гумбольдт. Весной 1819 года она провела несколько месяцев в Неаполе и осенью 1820 года во Флоренции, чтобы скопировать «Мадонну Грандука» и «Мадонну со щеглом» Рафаэля для герцога Карла Августа, выставленные в галерее Уффици. Художник Фридрих Преллер был настолько впечатлён этой работой, что назвал её «лучшей копией, которую он знал».
Поздней осенью 1821 года Зейдлер вернулась из Флоренции в Рим. В апреле и мае 1822 года она скопировала картину «Скрипач», которая позже нашла своё место во дворце Сан-Суси в Потсдаме. В отчётах она описала время, проведённое в Италии, как самое счастливое в своей жизни. Но в 1823 году она получила известие, что её отец серьезно болен.
Назначенная в 1835 году придворным художником великим герцогом Карл Фридрих Саксен-Веймар-Эйзенахский, она оставалась творчески активной. До самой старости она много путешествовала, в том числе в Швейцарию, на юг Германии, в Рейнскую область, в Париж, Дрезден, Вену и Прагу. В 1863 году она начала писать мемуары. Её автобиография «Воспоминания из жизни художницы Луизы Зейдлер» (Erinnerungen aus dem Leben der Malerin Louise Seidler), опубликованная Германом Уде в 1873 году, до настоящего времени является одним из важных исторических источников по искусству того времени.
Около 1860 года Луиза Зейдлер потеряла зрение. Скончалась 7 октября 1866 года в Веймаре. Луиза Зайдлер похоронена на Веймарском историческом кладбище. В Дрездене и в йенском районе Кернберге её памяти посвящены улицы: Lоuise-Seidler-Straße.

## Галерея

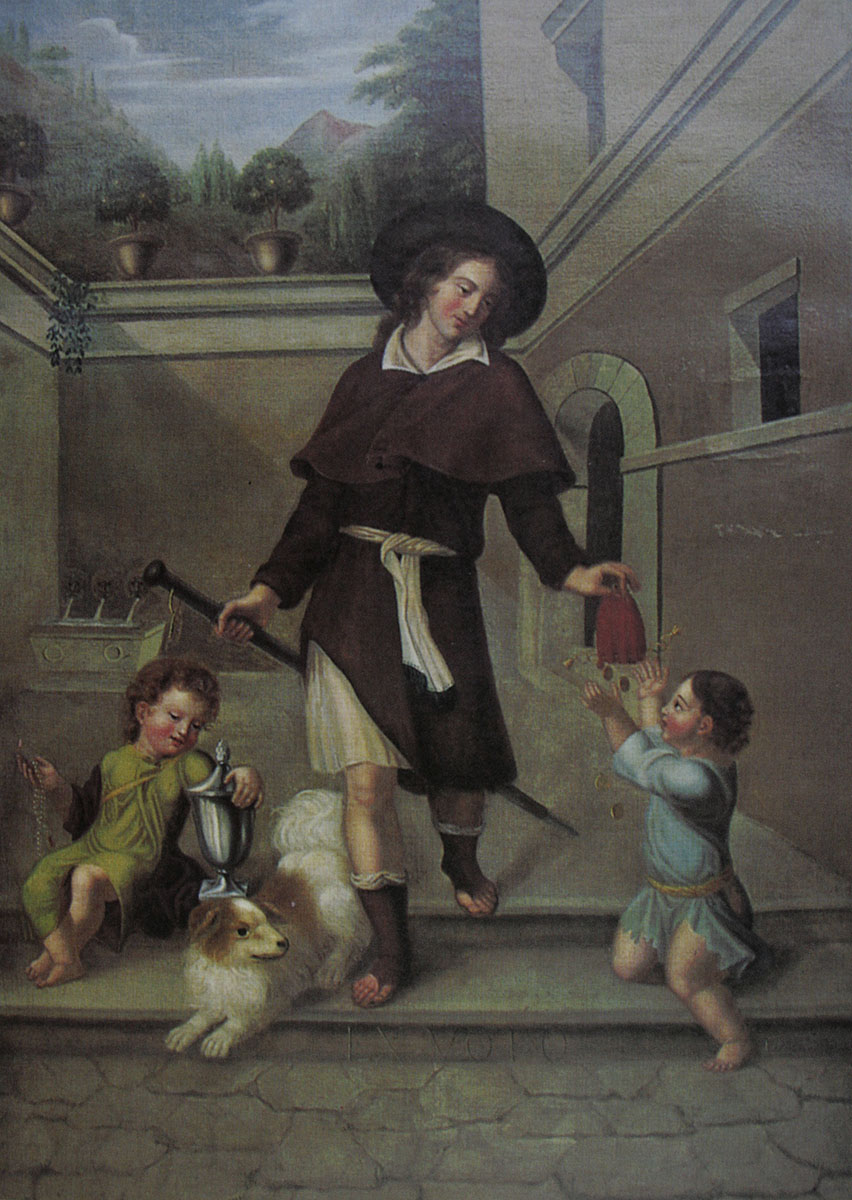
Святой Рох. 1816. Холст, масло. Монастырь Святого Руперта, Бинген
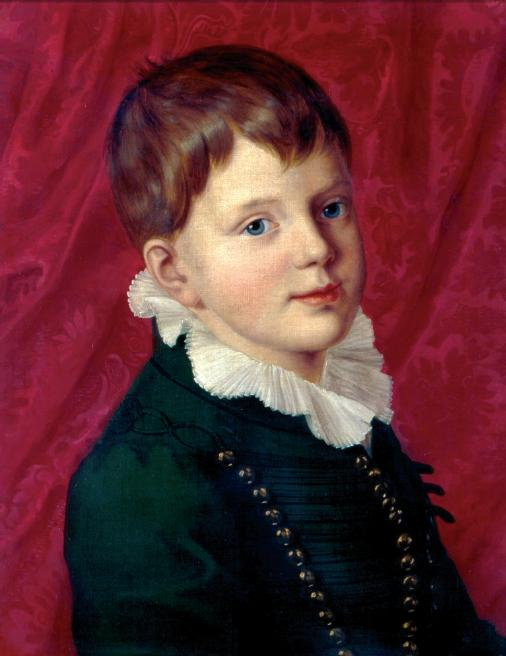
Карл Александр Саксен-Веймар-Эйзенахский. 1825
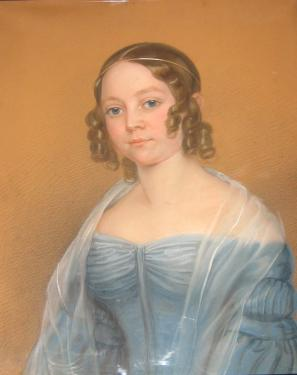
Клара Рихтер. До 1866. Картон, пастель
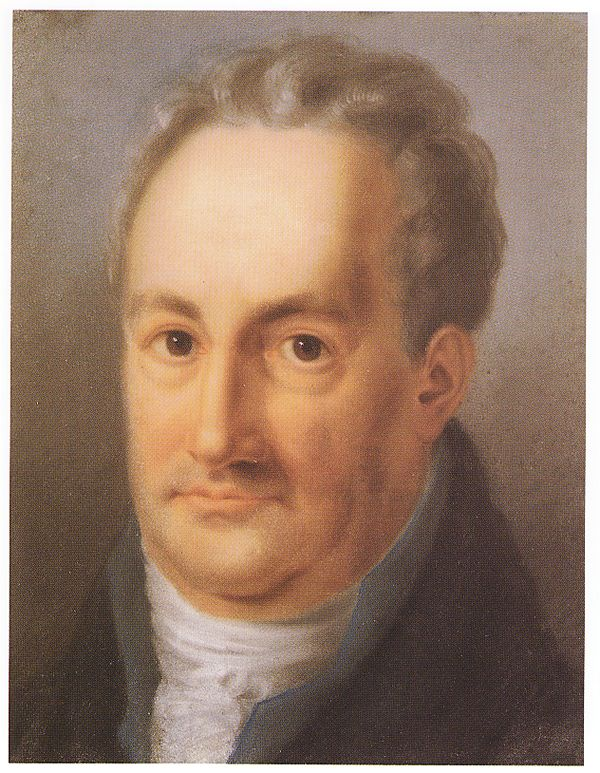
Иоганн Вольфганг фон Гёте. 1811. Бумага, пастель. Веймар
Фанни Касперс. 1819. Холст, масло. Музей Торвальдсена, Копенгаген
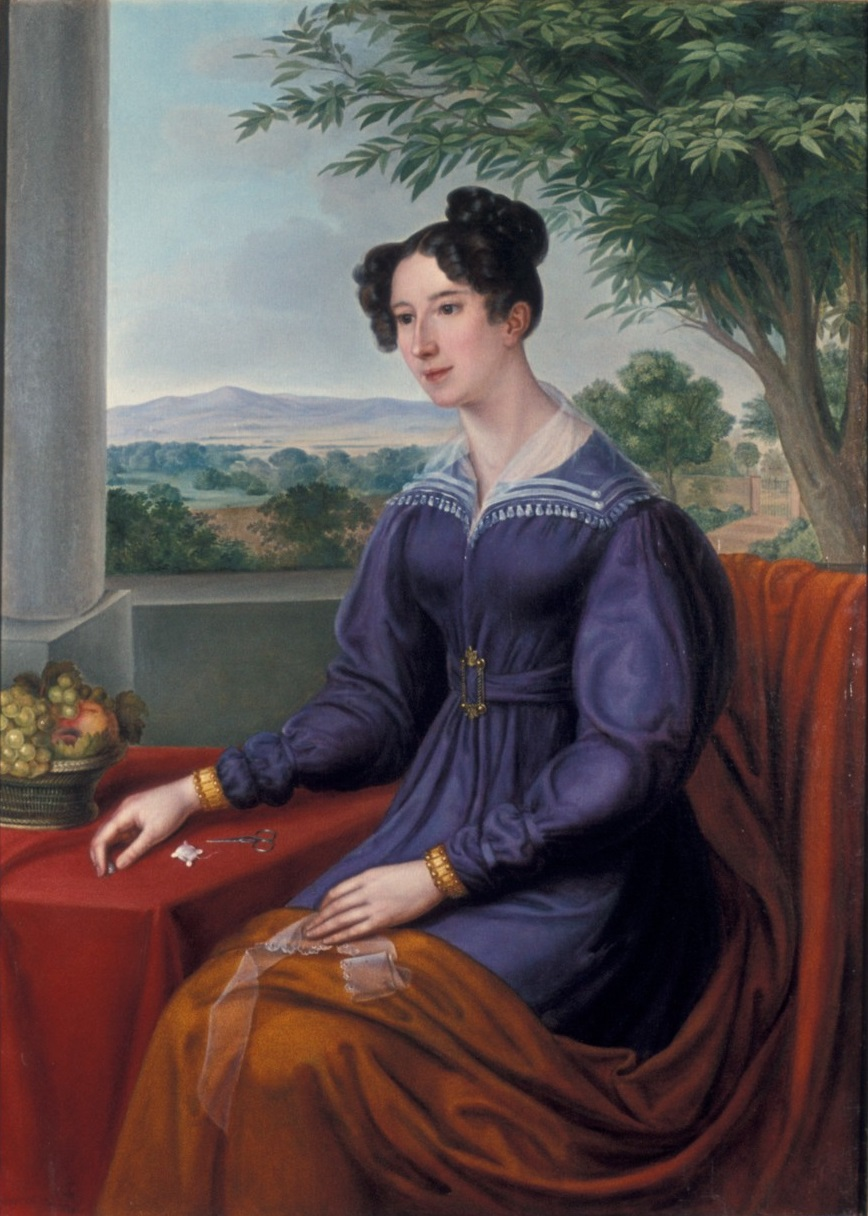
Портрет фрау Гогель. 1822. Холст, масло. Исторический музей, Франкфурт-на-Майне
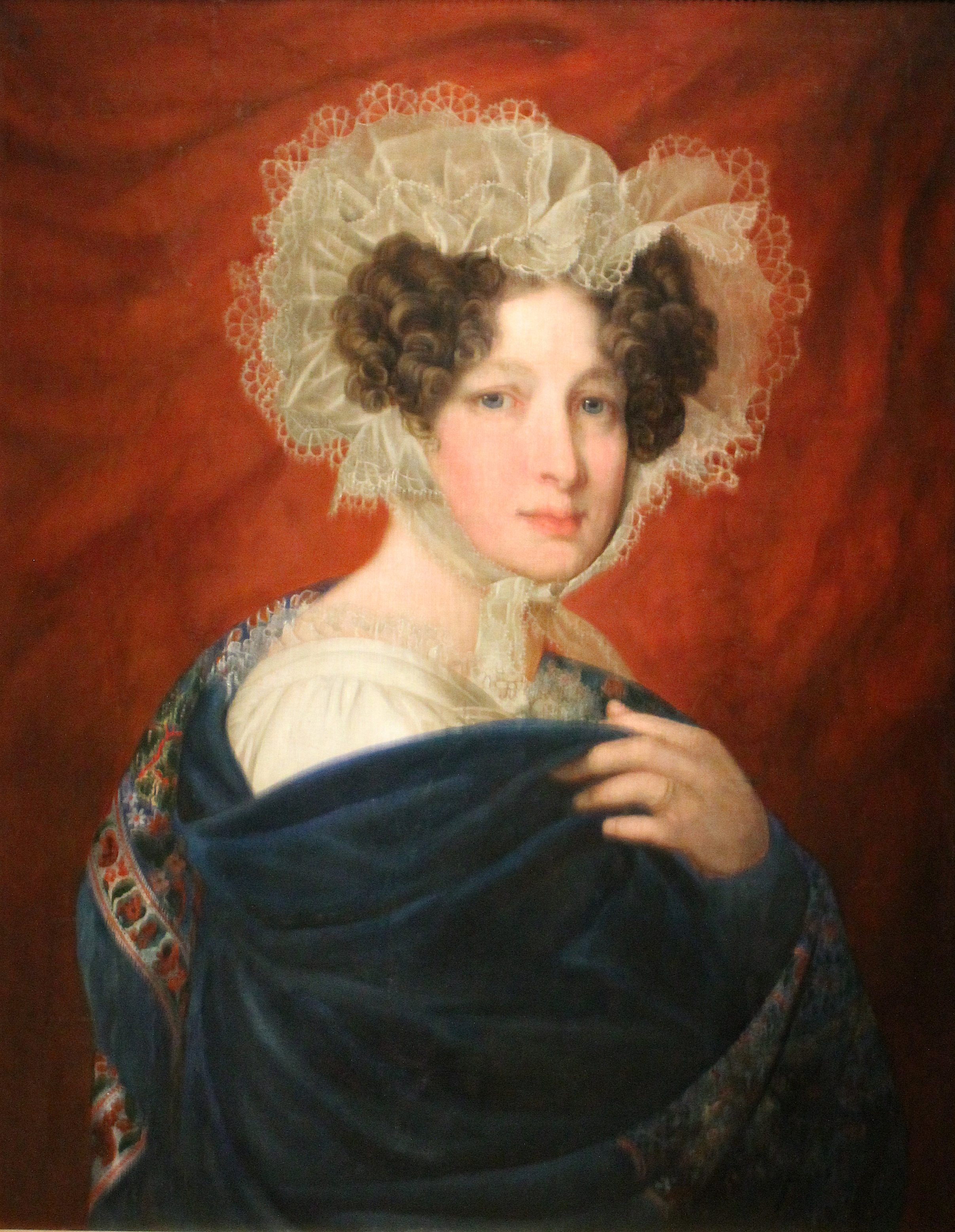
Портрет Каролины Амалии Гессен-Кассельской. Холст, масло. Герцогский музей, Гота
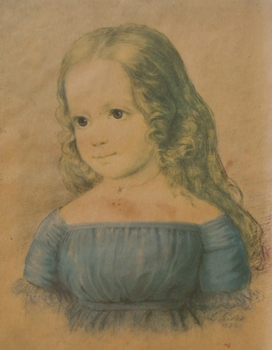
Альма фон Гёте. 1832. Бумага, пастель. Частное собрание